# جوزف دالتون هوکر
جوزف دالتون هوکر (انگلیسی: Joseph Dalton Hooker؛ ۳۰ ژوئن ۱۸۱۷ – ۱۰ دسامبر ۱۹۱۱) یکی از بزرگترین گیاه‌شناسان و جهانگردان اهل بریتانیا در سده نوزدهم میلادی بود.
اولین طراحی از قله اورست در رشته‌کوه هیمالیا توسط وی، کشیده شده بود. هوکر این اثر را در سال ۱۸۴۸ در سن ۳۰ سالگی، زمانی که وی به مدت سه سال بر روی منطقهٔ هیمالیا تحقیق می‌کرد خلق کرد. جوزف هوکر، دوست چارلز داروین بود که در طبقه‌بندی گیاهانی که از جزایر گالاپاگس جمع‌آوری کرده بود با داروین همکاری نمود.

## جوایز
وی همچنین برنده جوایزی همچون مدال کاپلی شده‌است.